# Pałac Czartoryskich w Wysocku
Pałac Czartoryskich w Wysocku – pałac zlokalizowany w Wysocku w powiecie jarosławskim (województwo podkarpackie), nad Sanem, przy ujściu doń Szkła. Obecnie dom pomocy społecznej.

## Historia

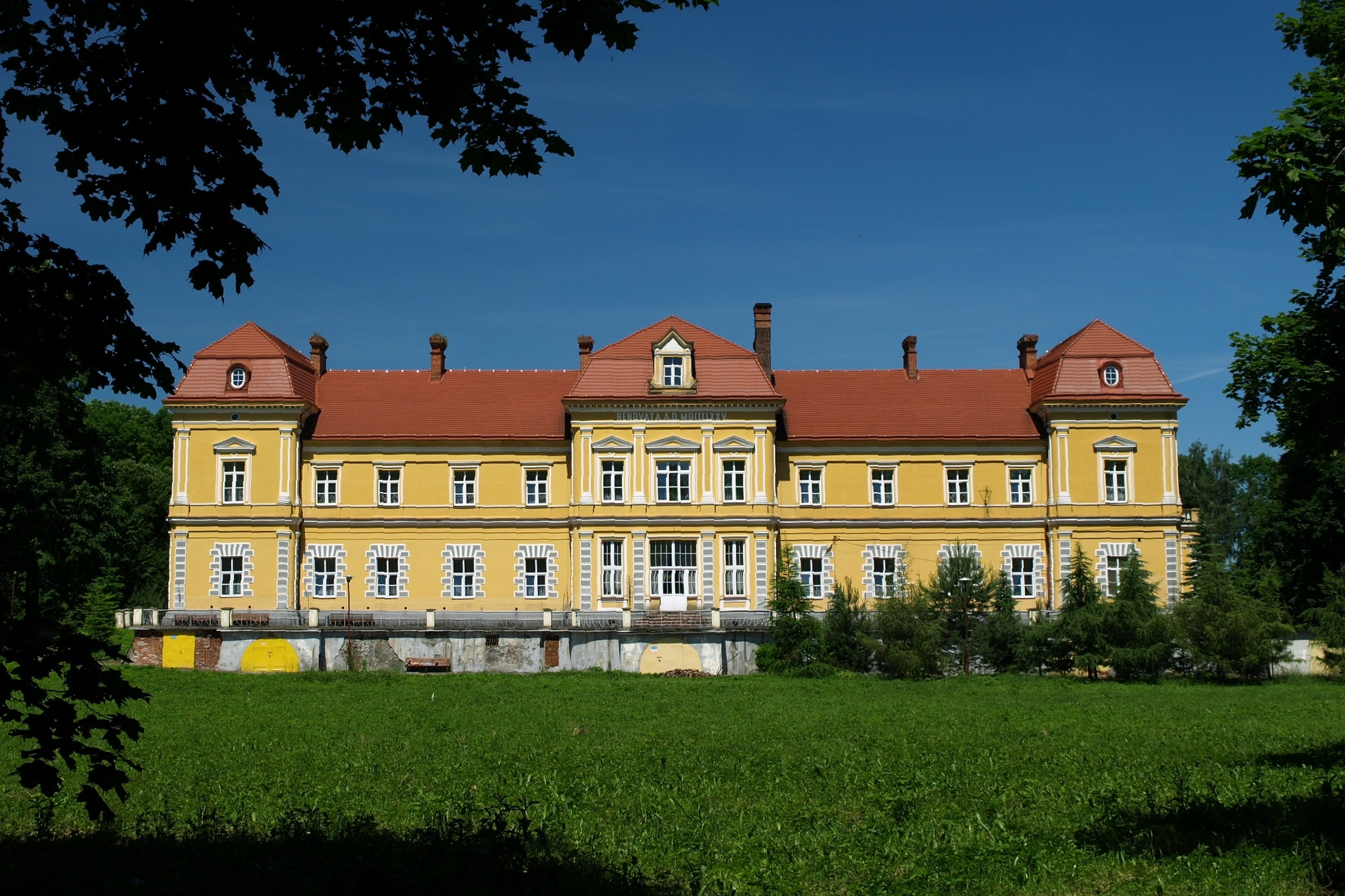
Elewacja ogrodowa (2010)

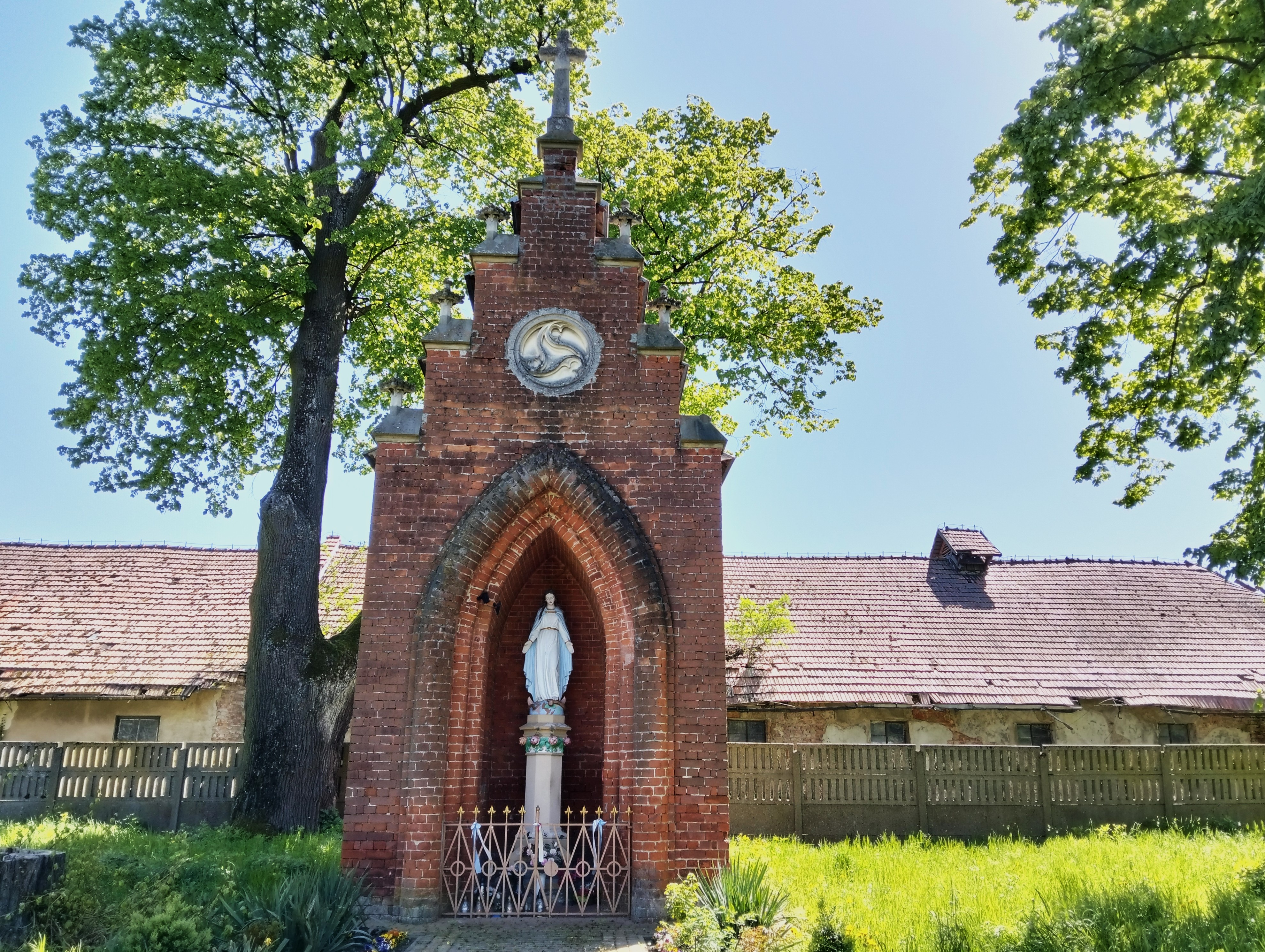
Kapliczka przy folwarku (2025)

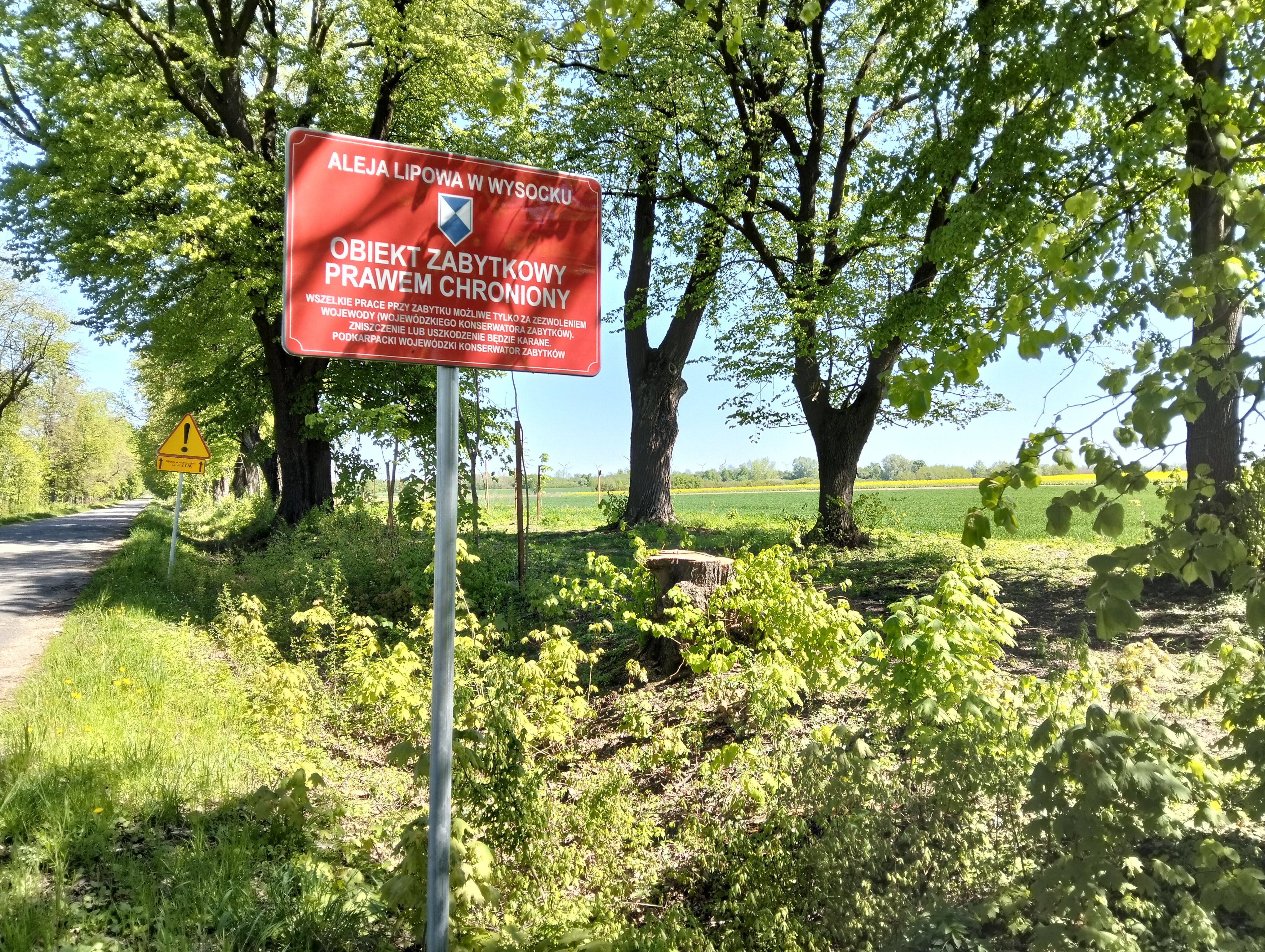
Aleja lipowa do pałacu (2025)

W latach 70. XVII wieku wzniesiono we wsi drewniany, piętrowy dwór alkierzowy projektu Tylmana z Gameren. Fundatorką obiektu była Maria Kazimiera d’Arquien de la Grange Zamojska (potem Sobieska). Dobra te były wówczas własnością Jana Zamoyskiego, starosty kałuskiego. Otoczony był on fosami i wałami. Murowany pałac powstał w 1719 z inicjatywy Elżbiety z Lubomirskich Sieniawskiej. Jego projektantem był Giovanni Spazzio. Od 1724 budowa kontynuowana była według nowych koncepcji S.A. Mayera. W 1736 ukończono i nakryto dachem mury budynku, a w przylegającej doń pomarańczarni wymurowano piec z kanałami i kominami. W 1737 księżna Zofia Czartoryska z Sieniawskich zadecydowała o pokryciu dachu zieloną dachówką.
W wyniku małżeństwa Adama Kazimierza Czartoryskiego z Izabelą Czartoryską, wieś przeszła na własność rodu Czartoryskich. Ich córka, Maria Wirtemberska, sprzedała dobra Zamoyskim. W 1875, z inicjatywy Jana Władysława Zamoyskiego, przebudowano pałac, m.in. nadbudowując piętro. W trakcie działań I wojny światowej budowlę doszczętnie obrabowali i spalili Rosjanie. Odbudowę zakończono w 1939, ale ponownie spłonął podczas II wojny światowej. Obiekt, po zniszczeniach wojennych, przeszedł rekonstrukcję w latach 1959–1961, w ramach której jego wnętrza zaadaptowano na potrzeby placówki opiekuńczej (dom pomocy społecznej). Kolejne remonty miały miejsce w latach: 1967 (m.in. odgrzybianie i wymiana wentylacji), 1991 (m.in. osuszanie, remont ogrodzenia), 1996 (zaplecze kuchenne), 1997 (balustrady tarasowe), 1998 (m.in. adaptacja magazynu na kaplicę), 2000 (dach) i 2001 (stolarka okienna).
Kompleks budynków towarzyszących pałacowi powstał w ciągu XIX stulecia. Wczesne lata XIX wieku przyniosły budowę parkowej piwnicy. Kuźnia została wzniesiona w czwartej dekadzie tegoż wieku, a obelisk w obrębie parku datowany jest na rok 1833. Druga połowa XIX stulecia to okres powstania oficyny, kapliczki oraz stajni. Pierwotny ogród, założony w XVIII wieku z geometrycznymi kwaterami rozłożonymi na dwóch płaskich tarasach w dolinie Sanu, uległ transformacji w XIX-wieczny ogród krajobrazowy, charakteryzujący się obecnością wielu egzotycznych gatunków drzew.

## Ludzie
W 1702, podczas III wojny północnej, kiedy wojska dowodzone przez generała Magnusa Stenbocka, idące od Rzeszowa podeszły pod Jarosław, w pałacu przebywali królewicze Aleksander i Konstantyn Sobiescy. Obiekt zdewastowany wcześniej przed Rosjan, stał się na kilka miesięcy roku 1709 rezydencją króla Stanisława Leszczyńskiego. Pobyty królowej Marysieńki w Wysocku służyły m.in. wysłuchiwaniu skarg poddanych, przyjmowaniu suplik oraz rachunków miejskich.

## Architektura
Kompleks pałacowy zlokalizowany jest w północno-zachodniej części wsi, na południe od trasy łączącej Jarosław z Laszkami. Dojazd do pałacu prowadzi okazałą, czterorzędową aleją lipową. Dwukondygnacyjny obiekt wzniesiono na planie zbliżonym do prostokąta, z dwoma ryzalitami bocznymi i ryzalitem środkowym, wyposażonym w taras wsparty na filarach. Główny korpus pokrywa dach dwuspadowy, a ryzality dachy mansardowe (wszystkie kryte dachówką).
Front stanowi elewacja północna, trzynastoosiowa, symetryczna. Centralnie wejście podkreśla taras wsparty na czterech boniowanych filarach. Ryzality są pionowo rozczłonkowane pilastrami, boniowanymi na parterze i toskańskimi na piętrze. Elewacja południowa (ogrodowa) jest piętnastoosiowa i też symetryczna, z centralnym wyjściem na taras biegnący wzdłuż całej jej długości. Elewacje boczne są trzyosiowe. Weranda przylega od wschodu. Dodatkowe wejście jest od zachodu. Całość budynku opasują gzymsy: pośredni i kordonowy (w ryzalitach występuje belkowanie zwieńczone fryzem kostkowym). Wnętrza pałacu są dwutraktowe. Zabytkowe wyposażenie nie zachowało się.
Pałacowi towarzyszą następujące budynki:
- piętrowa oficyna na planie zbliżonym do litery „L” z ryzalitem od strony południowej,
- ceglana kapliczka po wschodniej stronie alei dojazdowej z wnęką z ostrołukowym portalem, zawierająca figurę Matki Boskiej Niepokalanie Poczętej (na cokole wyryto datę 1884),
- ruiny piętrowej kuźni naprzeciwko wschodniej bramy wjazdowej o nieregularnym planie,
- stajnie na terenie dawnego folwarku, po wschodniej stronie alei dojazdowej, na planie wydłużonego prostokąta, kryte dachem dwuspadowym z dachówką ceramiczną, z bramami przejazdowymi, z interesującymi sklepieniami, tzw. kapami czeskimi w południowej części wnętrza, wspartymi na murowanych filarach,
- piaskowcowy obelisk w południowo-zachodniej części parku dla upamiętnienia 150. rocznicy odsieczy wiedeńskiej (inskrypcja),
- ceglana piwnica w południowo-zachodniej części parku, pod kopcem ziemnym obsadzonym lipami, przykryta kopułą (jej portal wejściowy wieńczy szczyt z trójkątnym naczółkiem i spływami wolutowymi)[3].

Pałac otacza park o jednoosiowym układzie, rozplanowany na dwóch tarasach w dolinie rzeki San. Po przekształceniach w XIX wieku przyjął charakter krajobrazowy, jednak w jego rozplanowaniu nadal czytelne są ślady dawnych układów geometrycznych. Na terenie parku zachował się starodrzew oraz liczne okazy drzew pochodzenia krajowego i obcego.